# Les Narbonnais
Les Narbonnais sont une chanson de geste du début du XIIIe siècle (c. 1210), en décasyllabes, réunissant deux poèmes : Le Département des enfants Aimeri et Le Siège de Narbonne. Elle appartient au cycle de Guillaume d'Orange.